# 김혜원 (작가)
김혜원는 대한민국의 텔레비전 드라마 작가이다. 

## 드라마
- 2023년 ENA 수목 미니시리즈 《낮에 뜨는 달》 ... 집필